# Super Dragon
Daniel Lyon  (23 de mayo de 1975) es un exluchador profesional estadounidense, más conocido por su nombre artístico Super Dragon. Es famoso por su carrera en compañías como All Pro Wrestling, Combat Zone Wrestling, All Japan Pro Wrestling y Ring of Honor. Lyon es, además, uno de los fundadores de Pro Wrestling Guerrilla.

## Carrera

### Ring of Honor (2004-2006)
La primera aparición de Super Dragon en Ring of Honor (ROH) fue en Do or Die II el 13 de marzo de 2004, cuando derrotó a Excalibur. Dos años más tarde, hizo su retorno como parte del contingente de CZW durante el feudo entre ROH y CZW, atacando a B.J. Whitmer durante su combate con Necro Butcher. El programa terminó con los luchadores de CZW entrando en el ring y atacando a todos los de ROH. El 22 de abril de 2006, Dragon formó parte del Team CZW junto con Chris Hero y Necro Butcher para derrotar al Team ROH (Samoa Joe, Whitmer & Adam Pearce) después de una intervención de Claudio Castagnoli. Este combate tuvo momentos intensos, como cuando Dragon ejecutó un "Psycho Driver" a Whitmer contra una mesa. En abril, en Weekend of Champions: Night Two, Whitmer se vengó de Dragón derrotándole en un largo y cruento combate, tras lo que Dragon fue llevado a hombros por Adam Pearce y Ace Steel. Esa fue su última aparición.

#### Pro Wrestling Guerrilla (2003 - 2012)
En mayo de 2003, The King junto a Disco Machine, Excalibur, Joey Ryan y Scott Lost conocidos como los "PWG Six" fundaron Pro Wrestling Guerrilla la cual sería conocida más tarde como una de las más grandes promociones independientes de lucha libre profesional. El 26 de julio en el show de debut llamado Untitlet (The Debut Show), derrotó a Matt Cross. En agosto en el evento Bad Ass Mother 3000 participó en un torneo para determinar al primer Campeón Mundial de PWG, derrotando en la primera ronda a Hook Bomberry, en la segunda ronda derrotó a Colt Cabana, pero en la semifinal fue derrotado por Joey Ryan. En octubre en el evento Are You Adequately Prepared To Rock?! formó pareja con B-Boy derrotando a The Briscoe Brothers y en noviembre en An Inch Longer Than Average derrotó a Joey Ryan en un Guerrilla Warfare Match. En diciembre en Pimpin' In High Places formó equipo con Colt Cabana y Adam Pearce derrotando a Kazarian, CM Punk y Joey Ryan.
En enero de 2004 en el evento Tango & Cash Invitational, se llevó a cabo un torneo para determinar a los primeros Campeones en parejas de PWG, Super Dragon formó pareja con Bryan Danielson, derrotando a Excalibur y Jonny Storm en la primera ronda, en la segunda ronda derrotaron a Ricky Reyes y Rocky Romero, en la semifinal derrotaron a Joey Ryan y Scott Lost, pero en la final perdieron contra B-Boy y Homicide. Tras esto Super Dragon formó una facción con Disco Machine y Excalibur, siendo derrotados en Taste The Radness por Chris Bosh, Quicksilver y Scorpio Sky. En marzo en 88 Miles Per Hour participó en un Guerrilla Games 10-Man Tag Team Elimination Match junto a los otros fundadores de PWG, Scott Lost, Disco Machine, Joey Ryan y Excalibur, derrotando a Chris Bosh, Charles Mercury, Quicksilver, Scorpio Sky y Top Gun Talwar, el mismo mes en el evento Kee_ The _ee Out Of Our _ool! derrotó a Scorpio Sky en un Guerrilla Warfare Match. El 17 de abril de 2004 en The Musical, Super Dragon y Excalibur derrotaron a Chris Bosh y Quicksilver ganando su primer Campeonato Mundial en Parejas de PWG. El 22 de mayo en 44 Ways To Kill You With A Pimento tuvieron su primera defensa titular derrotando a Matt Cross y Josh Prohibition, pero el 19 de junio en Rocktoberfest perdieron el título contra X-Foundation (Joey Ryan & Scott Lost). El 10 de julio en The Reason for the Season derrotó a CM Punk, luego el 14 de agosto en The Secret of the Ooze fue derrotado por Samoa Joe. El 4 de septiembre en The Next Show derrotó a Chris Hero, luego el 9 de octubre en Use Your Illusion III obtuvo una lucha por el Campeonato en parejas junto a B-Boy pero fueron derrotados por Chris Bosh y Scott Lost. El 23 de octubre en Use Your Illusion IV derrotó a Joey Ryan en un Iron Man Match de una hora por un marcador de 4 contra 3 caídas. El 13 de noviembre en Free Admission (Just Kidding) ganó su primer Campeonato Mundial de PWG derrotando a Frankie Kazarian. El 18 de diciembre en Uncanny X-Mas defendió el título contra Jonny Storm, sin embargo tras la lucha fue atacado por otra persona disfrazada de Super Dragon.
El 22 de enero de 2005 en Card Subject To Change defendó el título contra Homicide, el 12 de febrero en All Nude Revue lo defendió contra Samoa Joe ganando por conteo fuera, el 12 de marzo en Ernest P. Worrell Memorial retuvo el título de nuevo derrotando a Kevin Steen. El 1 de abril en All Star Weekend retuvo contra Steen y El Generico en una Triple Threat Match, pero finalmente la noche siguiente perdió el título contra AJ Styles. El 13 de mayo en Jason Takes PWG, Excalibur se dio a conocer como el autor intelectual de los ataques a Super Dragon, en ese evento Excalibur lo derrotó en un Guerrilla Warfare Match tras la interferencia de Kevin Steen, el cual fue revelado como el segundo Super Dragon que atacó al original. El 11 de junio en Guitarmageddon, Super Dragon formó de nuevo el equipo SBS junto a Disco Machine para enfrentar a Excalibur y Kevin Steen, pero durante la lucha Machine lo traicionó y se unió a Excalibur y Steen formando el nuevo SBS. El feudo continuó y el 9 de julio en The 2nd Annual PWG Bicentennial Birthday Extravaganza formó equipo con El Generico y Human Tornado para enfrentar a Steen, Excalibur y Disco Machine pero fueron derrotados, la noche siguiente fue derrotado por Steen en una lucha para determinar al retador por el título. El 6 de agosto en Zombies Shouldn't Run derrotó a Quicksilver, luego el 19 de agosto en Smells Like Steen Spirit fue derrotado por Samoa Joe. En septiembre participó en el torneo Battle of Los Angeles pero en la primera ronda fue eliminado por Kevin Steen, la noche siguiente formó equipo con El Generico, Kazarian y Jack Evans derrotando a Davey Richards, Joey Ryan, Ricky Reyes y Scott Lost. Siguiendo su feudo con SBS, Super Dragon se vio obligado a hacer pareja con Davey Richards el 1 de octubre en After School Special derrotando a El Generico y Human Tornado, ganando el Campeonato Mundial en Parejas de PWG, el 14 de octubre en Straight To DVD retuvieron el título contra Chris Sabin y Petey Williams, luego el 18 de noviembre en All Star Weekend 2: Electric Boogaloo derrotaron a Ronin y B-Boy, y la noche siguiente defendieron el título contra Excalibur y Disco Machine. El 3 de diciembre en Chanukah Chaos (The C's Are Silent), Super Dragon causó la derrota de Kevin Steen contra Joey Ryan haciéndole perder el título mundial, en ese mismo evento tuvo que defender el título en parejas junto a Davey Richards contra Disco Machine y Excalibur pero la lucha terminó sin resultado. El feudo tuvo su final el 16 de diciembre en Astonishing X-Mas donde Super Dragon derrotó a Kevin Steen en un Guerrilla Warfare Match.
El 7 de enero de 2006 en Cruisin' For A Bruisin', Super Dragon y Davey Richards retuvieron el título en parejas contra El Generico y Quicksilver, luego en Teen Outreach Summit retuvieron contra Los Luchas. En Permanent Vacation / Card Subject To Change 2 retuvieron el título dos veces, primero contra Los Luchas y más tarde contra The Kings of Wrestling. En el European Vacation, en Alemania retuvieron contra El Generico y Quicksilver, y en Inglaterra contra Chris Bosh y Scott Lost. El 4 de marzo en Hollywood Globetrotters retuvieron por décima vez tras derrotar a Jack Evans y Roderick Strong, luego en Beyond The Thunderdome retuvieron contra AJ Styles y Christopher Daniels. El 8 de abril en All Star Weekend 3: Crazymania, Super Dragon obtuvo una lucha por el Campeonato Mundial de PWG en una Triple Threat contra Chris Bosh y Joey Ryan quien finalmente retuvo el título, la noche siguiente Dragon y Richards retuvieron el título en parejas una vez más contra El Generico y Quicksilver. El 6 de mayo en (Please Don't Call It) The O.C., formó equipo con Ronin y Alex Koslov derrotando a Disco Machine, Bino Gambino y Nemesis, en ese mismo evento formó equipo con Kevin Steen, El Generico y Quicksilver siendo derrotados por Scott Lost, Chris Bosh y The Kings of Wrestling. El 20 de mayo en Enchantment Under The Sea finalmente Dragon y Richards perdieron el título en parejas tras ser derrotados por Scott Lost y Chris Bosh. Tras algunos eventos fuera, regresó en septiembre para participar en el torneo Battle of Los Angeles, derrotando en la primera ronda a The Necro Butcher en un No Disqualification Match, en la segunda ronda derrotó a Kazarian y en semifinal derrotó a Jack Evans, pero a pesar de esto quedó fuera de la final debido a una lesión. El 6 de octubre en Self-Titled ganó el título en parejas junto a B-Boy tras derrotar a Scott Lost y Chris Bosh, en Horror Business retuvieron el título contra The Kings of Wrestling, pero en All Star Weekend IV perdieron el título contra Davey Richards y Roderick Strong, sin embargo la noche siguiente recuperaron el título tras ganar un Fatal Fourway por parejas, contra Richards & Strong, The Motor City Machine Guns y The Kings of Wrestling. El 2 de diciembre en Passive Hostility perdieron el título contra El Generico y Quicksilver.
El 13 de enero de 2007 en Based on a True Story trató de terminar con el Tour Battle of Los Angeles de Ronin, pero fue derrotado. En Guitarmageddon II: Armoryageddon formó equipo con Bino Gambino y Rocky Romero, siendo derrotados por TJ Perkins y Los Luchas. Luego de haber sufrido una fuerte lesión, hizo su regreso en abril durante el evento All Star Weekend V donde junto a Davey Richards atacaron a Arrogance, Roderick Strong y Jack Evans en medio de una lucha y anunciando que se habían unido de nuevo para participar en el torneo DDT4, sin embargo en dicho torneo fueron eliminados en primera ronda por PAC y Roderick Strong. La noche siguiente Dragon y Richards formaron equipo con Arrogance, siendo derrotados por The Kings of Wrestling y Trailer Park Boyz. En octubre en el European Vacation II en Francia, Dragon y Richards obtuvieron una lucha por el Campeonato en parejas pero fueron derrotados por Kevin Steen y El Generico, sin embargo la noche siguiente en Inglaterra obtuvieron una revancha donde lograron ganar el título en parejas, una noche después en Alemania, retuvieron contra Steen y PAC.
El 6 de enero de 2008 en All Star Weekend 6 derrotó a TARO en una lucha anunciada como una atracción especial. El 27 de enero fueron despojados del título en parejas, debido a que Richards no se presentó al evento. Tras dos meses, Dragon hizo su regreso el 21 de marzo en 1.21 Gigawatts atacando a Jade Chung durante una lucha entre Kevin Steen y El Generico contra The Dinasty (Joey Ryan & Scott Lost). El 5 de abril en It's a Gift... and a Curse, Dragon atacó a Scott Lost en una lucha contra Claudio Castagnoli y luego empezó a pelear con Joey Ryan por todo el edificio, terminando por aplicarle un Psycho Driver a través de una mesa. El 17 de mayo, Dragon y Richards participaron en el torneo DDT4 obteniendo una lucha por el título en parejas en la primera ronda, pero fueron derrotados por El Generico y Kevin Steen, durante esta lucha Dragon sufrió una contusión que lo obligó a terminar su trabajo en el ring pero manteniendo su trabajo en el Backstage de PWG.
El 22 de octubre de 2011 en Steen Wolf, Super Dragon hizo su reaparición atacando a The Young Bucks cuando estos interfirieron en una lucha por el título de PWG entre Kevin Steen y El Generico, tras la lucha Steen retó a The Young Bucks a un Guerrilla Warfare Match contra él y Super Dragon en el siguiente evento. El 10 de diciembre en FEAR, Dragon y Steen derrotaron a The Young Bucks ganando el Campeonato en Parejas de PWG. El 29 de enero de 2012 en Kurt Russellreunion 3, Super Dragon y Steen hicieron equipo con Akira Tozawa, siendo derrotados por El Generico, Neville y Masato Yoshino, durante esta lucha sufrió una fractura de talón por lo cual dejaron vacante el título en parejas.

## En lucha
- Movimientos finales
  - Dragon Twister[2] (Corkscrew 450º splash)
  - Dragon Bomb[2] (Diving sitout double underhook powerbomb)
  - Barry White Driver[2] (Gory belly to back piledriver)
  - Psycho Driver[1] / Psycho Driver 2000[2] (Argentine belly to back piledriver, a veces desde una posición elevada[2]
  - Psycho Driver II[2] / Supernatural Driver[2] (Pumphandle belly to back piledriver)[2]
  - Psycho Driver III[2] (Cutthroat Argentine belly to back piledriver)[2]
  - Psycho Driver IV (Arm trap fisherman driver)
  - Violence Party[2] (Múltiples backhand chops y forearm strikes alternos a un oponente arrinconado seguidos de múltiples headbutts, continuado con snapmare y múltiples football kicks y knee strikes, varias shoot kicks a la cabeza y finalizado con high-impact clothesline o axe kick)
  - Ganso superbomb[5]
  - 450º splash[2]

- Movimientos de firma
  - Badunkadunk[2] (Diving senton)
  - Dragon's Fire[2] (Spin-out powerbomb, a veces desde una posición elevada)
  - Curb Stomp[2] (Standing inverted Indian deathlock surfboard head stomp) - innovado
  - U.F.O.[2] (Springboard spinning heel kick a la nuca del oponente)
  - Bridging full Nelson suplex
  - Cartwheel corkscrew moonsault
  - Corkscrew senton[2]
  - Cross armbar[2]
  - Discus clothesline[2]
  - Diving double foot stomp[2]
  - Dropkick
  - Inverted facelock neckbreaker[2]
  - Modified STF
  - Over the top rope suicide somersault senton[2]
  - Simultáneos missile dropkick y diving senton a dos oponentes[2]
  - Spinning heel kick, a veces a un oponente arrinconado[2]
  - Turnbuckle powerbomb[2]

## Campeonatos y logros
- All Pro Wrestling
  - APW Internet Championship (2 veces)[6]

- Combat Zone Wrestling
  - CZW World Heavyweight Championship (1 vez)[7]

- Jersey Championship Wrestling
  - J-Cup Tournament (2004)[2]

- Pro Wrestling Guerrilla
  - PWG Championship (1 vez)[8]
  - PWG World Tag Team Championship (6 veces) – con B-Boy (2), Excalibur (1), Davey Richards (2) y Kevin Steen (1)[9]

- Revolution Pro Wrestling
  - Rev-Pro Mexican Lucha Libre Heavyweight Championship (1 vez)[6]
  - Rev-Pro Junior Heavyweight Championship (2 vez)[6]
  - Rev-Pro Pride of the Mask Championship (2 vez)[2]
  - Revolution J Tournament (2001)[10]
  - Match of the Year (2000) vs. Ultra Taro, Jr., 7 de julio[11]

- SoCal UNCENSORED Awards
  - SoCal Wrestler of the Year (2001, 2003, 2004)[12][13][14]
  - Match of the Year (2001) - vs B-Boy, 3 de noviembre, Midwest Pro Wrestling[12]
  - Match of the Year (2002) - vs Bobby Quance, 14 de diciembre, Goldenstate Championship Wrestling[15]
  - Match of the Year (2003) - con B-Boy vs Jardi Frantz & Bobby Quance, 29 de marzo, Goldenstate Championship Wrestling[13]
  - Match of the Year (2004) - vs Joey Ryan, 23 de octubre, Pro Wrestling Guerrilla[14]
  - Match of the Year (2006) - con Davey Richards vs Roderick Strong & Jack Evans, 4 de marzo, Pro Wrestling Guerrilla[16]

- Westside Xtreme Wrestling
  - Cruiserweight Tournament (2005)[17]